# Kanton Saint-Martin-en-Bresse
Saint-Martin-en-Bresse is een voormalig kanton van het Franse departement Saône-et-Loire. Het kanton maakte deel uit van het arrondissement Chalon-sur-Saône. Het werd opgeheven bij decreet van 18 februari 2014, met uitwerking op 22 maart 2015.

## Gemeenten
Het kanton Saint-Martin-en-Bresse omvatte de volgende gemeenten:
- Allériot
- Bey
- Damerey
- Guerfand
- Montcoy
- Saint-Didier-en-Bresse
- Saint-Martin-en-Bresse (hoofdplaats)
- Saint-Maurice-en-Rivière
- Villegaudin